# Гладковка (Харьковская область)
Гладковка (укр. Гладківка), село, 
Покровский сельский совет,
Коломакский район,
Харьковская область.
Код КОАТУУ — 6323280303. Население по переписи 2001 года составляет 31 человек (15 мужчин и 16 женщин).

## Географическое положение
Село Гладковка находится в большом лесном массиве (дуб), на расстоянии в 1 км от пгт Коломак и сёл Покровка и Цепочкино.
На расстоянии в 1 км проходит железная дорога, станция Панасовка.

## История
- 1775 — дата основания.

## Экономика
- Коломакское лесничество.